# The Amazing Race
The Amazing Race, zkracováno jako TAR, je televizní reality show. Jde o soutěž obvykle dvoučlenných týmů sestavených z příbuzných, známých, partnerů a rodinných členů. Týmy musí za pomoci různých dopravních prostředků projet stanovenou trasu po celém světě. Tým, který to zvládne nejrychleji, vyhrává milion dolarů. Soutěž vznikla v roce 2001 v americké televizi CBS a jejím moderátorem je Phil Keoghan. K roku 2025 vzniklo už 37 sérií a 13 zahraničních mutací (TAR Asie, Austrálie, Brazílie, Čína, Filipíny, Finsko, Francie, Izrael, Kanada, Latinská Amerika, Norsko, Ukrajina, Vietnam). Byla zvažována i středoevropská (TAR Central Europe), ale projekt byl nakonec zrušen.
Soutěž je založena na správné strategii, jak nejrychleji dojet na cílové místo. Při porušení pravidel se soutěžícím přičte penalizace v rozmezí 15 minut až několika hodin podle toho, jak je porušení pravidel závažné. V každé etapě na soutěžící čeká většinou jedna objížďka a jeden zátaras. V objížďce si mají vybrat mezi dvěma možnosti, jak vyřešit úkol. Musí tak zvážit, která bude rychlejší či méně náročnější. Zátaras musí plnit jen jeden člen týmu. Vždy se vybere, který to bude a až poté se dozví zadání úkolu. Většinou jsou to úkoly nebezpečné, těžké na psychiku, např. adrenalinový úkol či pojídání nezvyklých pokrmů. 
Soutěž byla vysílána již na STV 1 (slovensky Úžasné dobrodružstvo) nebo na AXN, ale kvůli tomu, že v Česku byla tato reality show skoro neznámá, rozhodla se od ledna roku 2012 Nova Cinema odvysílat postupně většinu tehdy existujících sérií. Reality show byla vysílána každý všední den v 18:10 na Nova Cinema a následující den byla dopoledne reprízována. Nova Cinema k roku 2025 však odvysílala pouze prvních 17 sérií. 

## Pravidla
Na začátku závodu vyráží 10 až 14 týmů z USA, aby si zazávodily kolem světa. V USA závod začíná a zároveň končí. Závod je rozdělen na jednotlivé etapy, přičemž jedna etapa se v drtivé většině rovná jedné epizodě. Konec etapy vytyčuje „zastávka v boxech“, na kterou se týmy musí dostat co nejdříve, protože poslední tým je ze závodu vyřazen. Výjimku tvoří předem určená nevyřazovací kola, kde tým postoupí do dalšího kola i přesto, že skončil poslední. První naopak získá zajímavou cenu, ať už finanční, hmotnou, nebo například dovolenou. Vítěz etapy má právo jak na cenu, tak i stejně jako i ostatní soutěžící, kteří jsou stále v závodě, na náskok, který si vybudoval. Příště tedy bude vyrážet z prvního místa před zbytkem startovního pole. V každé etapě na soutěžící čekají úkoly, které jim buďto pomohou směrem dopředu, nebo je naopak zbrzdí, vše záleží na jejich šikovnosti (více ve spodní části článku). Ve finále si to rozdají tři nejlepší týmy (ty, které zbyly) o 1 milion dolarů.

### Peníze
Na začátku kola každý tým dostane určitý obnos peněz, kterým zaplatí všechny finance (např. jídlo, spaní v hotelu, vstupenky, taxi, vlak ...) kromě letenek, které platit nemusí. Další výjimku tvoří ty týmy, které minulé kolo dorazily poslední, ale nebyly vyřazeny. Tyto týmy na začátku kola žádné peníze nedostanou a musí si peníze sehnat. Toto pravidlo platilo pouze do 12. série, kde je nahrazeno retardérem.

### Ukazatele

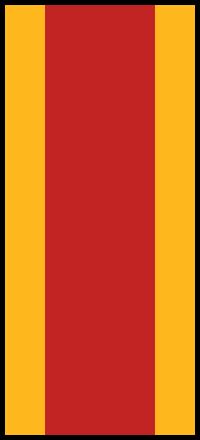

Ukazatele ukazují, kam mají soutěžící pokračovat. Někdy také ukazují cestu při plnění objížďky nebo zátarasu.
- V americké verzi, stejně jako v mnoha dalších verzích, mají ukazatele žlutou a červenou barvu. Výjimka byla ve Vietnamu, kde byly ukazatele pouze žluté, kvůli možné záměně s národními barvami.
- V asijské verzi mají ukazatele stejnou barvu jako v americké, pouze ve Vietnamu byly ukazatele žlutobílé.
- V australské verzi mají ukazatele stejnou barvu jako v americké, pouze ve Vietnamu byly ukazatele žlutozelené.
- V čínské, francouzské, izraelské, latinskoamerické nebo filipínské verzi jsou typické červenožluté ukazatele.
- V norské verzi jsou ukazatele žlutobílé, žlutozelené a žlutočervené.
- Ve vietnamské verzi jsou ukazatele oranžovozelené.

## Prvky ve hře

### Základní prvky

#### Route Info
ROUTE INFO (instrukce) – představuje instrukce k úkolu nebo informaci kam se mají soutěžící dostat, jaká je další destinace... Obsahuje ale i detaily, které nesmí být opomenuty. Tyto instrukce jsou vloženy v modrých "obálkách". Pokud instrukce ztratí musí je najít nebo se zeptat jiných týmů. Pokud nějaký tým vezme novou obálku ze schránky (např. The Amazing race 6), dostane 30 minut penalizaci. Týmy je vytahují z legendární černožluté obálky, která je symbolem celé soutěže. Týmy provází celým závodem. Od začátku první etapy, až ke konečnému vítězství. Pokud týmy poruší úkol v této obálce, dostanou penalizaci 30 minut a čas, který porušením nahnali.

#### Detour
DETOUR (objížďka) spolu se zátarasem je základním pilířem každé etapy. Objížďka je povinný úkol pro všechny členy týmu. Zahrnuje možnost volby mezi dvěma úkoly, které jsou předem připraveny a tým se musí rozhodnout, který chce splnit. Většinou má každé své plus a minus. Většinou jeden úkol se dá splnit rychleji, ale je fyzicky náročný. Druhý sice není fyzicky náročný, ale může trvat déle. Pokud tým nesplní objížďku, dostane po příchodu do cíle 6 hodin penalizaci. 

#### Roadblock
ROAD BLOCK (zátaras) spolu s objížďkou je základním pilířem každé etapy. Zátaras je povinný úkol pro jednoho člena týmu. Musí si však zvolit tuto osobu před tím, než si přečtou zalepené instrukce, co tento úkol obnáší. Vždy najdou v obálce nějakou otázku např. Kdo má hlad? nebo Kdo se nebojí výšek? na základě které se musí rozhodnout. Nemá tedy možnost výběru, jako při objížďce. Pokud jeden člen z týmu vezme zátaras, pak ho druhý nesmí vystřídat a tým je na něm zaseknutý do té doby, dokud ho nesplní. Pokud vybraný člen týmu zjistí, že je na něho úkol moc náročný a nedokáže ho splnit, dostane penalizaci 4 hodiny. Pokud se jim to z nějakého důvodu nepovede, vypadávají ze závodu, zátaras je povinný. V šesté sérii byla přidána novinka spočívající v tom, že nikdo nesmí splnit více než šest zátarasů během celého závodu.

#### Fast Forward
FAST FORWARD (zkratka) se ve starších řadách objevovala v "každé" etapě. Od páté řady se objevuje jen zřídka. Je to možnost "přeskočit" všechny zbývající nebo následující úkoly. Může ji však získat ale jen jeden tým a navíc tuto možnost má každý tým v celém závodě jen jednou. Takže musí zvážit kdy je to nejvýhodnější. Vždy se jedná o nějaký úkol.

### Překážky

#### Yield
YIELD (blokace) je předchůdce U-TURNu, objevuje se tedy ve starších řadách. Nejde o nic jiného, než o zdržení konkurenčního týmu. Tým, který využije „blokaci“, zdrží konkurenční tým na 30 minut. Ten po uplynutí času může v závodu pokračovat. Využít „blok“ na jiný tým stejně jako U-TURN není povinné, proto ho nikdo z týmů nemusí využít. Tým může využít blokaci pouze jednou v závodě. Blokace se poprvé objevila v 5. sérii a skončila v 11. sérii. Blokace se pak vrátila v 32. sérii, kde se vyskytla v 2., 4., 5., 6., 7. a 8. etapě.

#### Intersection
INTERSECTION (křižovatka) je prvek hry, který se objevuje jen v některých řadách (řady 10, 11, 16, 37). Donutí dva týmy, aby spolupracovaly. Spolupráce týmů je povinná, proto tým, který si není schopný najít parťáka, musí čekat na další, který by se s ním spojil a může tak ztratit mnoho času. Křižovatka ve většině případů platí pouze na jeden úkol objížďky nebo zátarasu. Poté jsou týmy rozpojeny a mohou dál pokračovat zvlášť.
- Herní prvek podobný křižovatce se objevil už v 6. sérii, kde se mělo spojit 5 týmů a společně splnit úkol.

#### U-Turn
U-TURN (zpátečka, obrat) je druhým zákeřným prvkem hry. Je k zahrání hned po objížďce a tým, který ho využije může „obrátit“ jiný, kterému chce uškodit. Obrácený tým se pak musí vrátit a udělat druhý úkol objížďky. Celý tým je tedy zdržen a celkové pořadí se zamíchá. Obrat není povinný a žádný z týmů ho nemusí využít, to je ale díky velkému startovnímu poli dost nepravděpodobné. Obrat se objevuje v závodě maximálně 2x. Tým může využít U-Turn pouze jednou v závodě. Poprvé se objevuje v 12. sérii.
- Ve 14. sérii se poprvé objevil „blind U-Turn“. Když se použije, tým, který dostal U-Turn, neví, kdo ho vrátil ke druhému úkolu objížďky.
- V 17. sérii se poprvé objevil dvojitý U-Turn. To znamená, že dva týmy mohou vrátit nějaké jiné dva týmy(může ho využít ale pouze jeden tým ze dvou).
- V 18. sérii se objevil také automatický U-Turn, který tým dostane, když dokončí úkol na začátku závodu jako poslední.
- Ve 21. sérii se poprvé objevila kombinace blind a dvojitého U-Turnu.
- V 31., 35. a 37. sérii se objevil „U-Turn Vote“, kdy všechny zbývající týmy povinně hlasují o tom, který tým nebo týmy budou obráceni. Ve 31. sérii týmy hlasovaly veřejně a postupně, v 35. sérii anonymně. Ve 37. sérii hlasovaly v soukromí, hlasy ale byly následně odhaleny veřejně.

#### Switchback
Switchback je úkol, který se objevil v některé z předešlých sérií a dal soutěžícím obzvlášť zabrat, nebo byl něčím zajímavý. Poprvé byl použit v 15. sérii, kdy se opakoval zátaras z 6. série, kde musela Lena rozbalovat balíky sena, aby našla obálku. Tento zátaras dělala 10 hodin a kvůli tomu byl její tým vyřazen. Další switchback se objevil v 20. sérii, kde se objevila zkratka z 5. a 7. série. Tým, aby získal zkratku, se musel zúčastnit hinduistického rituálu, kvůli kterému si týmy musely oholit hlavu. Switchbacky se dále objevovaly téměř v každé sérii až do 33. série.

#### Úkol na startovní čáře
Poprvé představen v sezóně 15, úkol startovní čáry nutí týmy dokončit výzvu poblíž, než obdrží obálku k jejich prvnímu mezinárodnímu cíli. Výzva často pouze určuje, které týmy obdrží právo podniknout nejrychlejší let; při několika příležitostech dostal poslední tým, který skončil, trest, který měl být doručen později v závodě, nebo byl okamžitě ze závodu úplně vyloučen.

#### Hazard
Hazard, který byl dosud viděn pouze v sezóně 19, je úkolem v podobě trestu, který musí provést tým, který přišel jako poslední v úkolu na startovní čáře, podobně jako Speed Bump.

#### Partner swap
V 30. sérii se objevila výměna partnerů. Část etapy měli soutěžící jiné partnery a setkali se až v cíli.

#### Head-to-Head
Head-to-Head nutí týmy soutěžit proti sobě jeden proti druhému v konkrétním úkolu. Vítěznému týmu je dána další obálka (nebo je povoleno se přihlásit na nedalekém cíli), zatímco prohrávající tým(y) musí počkat na příchod dalšího týmu, aby zahájil úlohu znovu. V jedné variantě se Head-to-Head objeví uprostřed kola a tým, který prohraje poslední kolo, často obdrží trest - nejčastěji předem stanovený časový trest - než obdrží další obálku. V další variantě představené v sezóně 30 americké verze byl Head-to-Head umístěn bezprostředně před cílem, přičemž vítězné týmy se mohly přihlásit a poslední tým skončil na posledním místě.

#### City sprint
Ve 32. sérii v první etapě závodu týmy začaly závodit a plnit úkoly již v Los Angeles. Žádný úkol nebyl objížďka ani zátaras a cíl byla startovní čára. Týmy tam obdržely obálku, která je okamžitě směrovala dál, kromě posledního, který byl vyřazen.

### Výhody

#### Express Pass

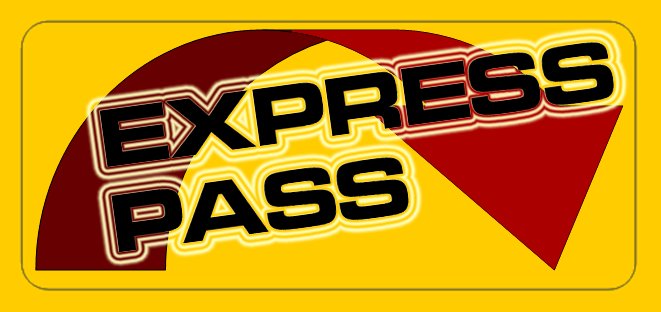

EXPRESS PASS (propustka) je herní prvek, který se poprvé objevil v 17. sérii. Většinou je předáván Philem v cíli 1. etapy a obdrží ho vítězný tým 1. etapy závodu. Tento tým ho může použít do obvykle 8. etapy k "přeskočení" jedné objížďky nebo zátarasu.
- Ve 22., 23. a 24. sérii vítězný tým 1. etapy nezískal pouze jeden Express Pass, ale dva, ovšem jeden z toho musel předat do konce 5. etapy jinému týmu, což může být výhoda pro vytvoření aliance s daným týmem.
- Ve 25. sérii byl k získání až ve 2. etapě a celkem netradičně. Tým,který byl v čele závodu si pro něj mohl dojít na předem určené místo, ovšem hrozilo by mu předběhnutí jiným týmem.
- Ve 27. sérii ho tým, který vyhrál 1. etapu, musel použít už do konce 4. etapy a následně musel vybrat tým, který ho musel použít v etapě následující.
- Ve 29.sérii byl Express Pass náhodně ukryt v jednom ze zavazadel při startovním úkolu.

#### Save
Save (bezpečí), použito v sezóně 25 a sezóně 26 (ale v sezóna 26 nebyl použit ani odvysílán), umožňuje týmu, který to obdržel, aby se vyhnul vyřazení, jakmile skončí poslední ve vyřazovací části, až do deváté etapy. Tým ho může také dát jinému týmu, aby jej v případě potřeby použil. Protože to nebylo použito ani v jedné sezóně, Save chybělo od 27. sezóny.

#### Double your money
Ve 21. sérii měl tým, který vyhrál první etapu, možnost, že v případě výhry celého závodu vyhraje 2 miliony USD. Tento tým byl paradoxně obrácen a vyřazen v 9. etapě.

### Nevyřazovací kola
V každé sezóně se objeví několik nevyřazovacích kol. Od páté série jsou tyto týmy znevýhodněny vůči ostatním.

#### Odevzdání peněz
Od 5. do 9. sezóny byl poslední tým, který se přihlásil, zbavený všech peněz a na začátku příští etapy nedostal žádné peníze, což obvykle přinutilo tento tým doslova prosit za peníze od místního obyvatelstva města, ve kterém byli, na pokrytí přepravného. Od 7. sezóny jsou týmy také nuceny vzdát se všech svých tašek a majetku v nich, takže jim zbývá jen oblečení, které náhodou nosily, a ledvinky, které používají k přepravě pasů a dokumentace závodu.

#### Označeno k eliminaci
Ve většině mezinárodních verzí show, stejně jako v sezónách 10 a 11 americké verze, bude tým, který skončil na posledním místě v nevyřazovacím kole, „označen k eliminaci“ na další kolo. Pokud tým toto kolo nevyhraje, bude mu uložen 30minutový trest, který musí strpět, než bude moci provést check-in v cíli.

#### Speed Bump
Retardér se objevuje od 12. série. To je úkol navíc, který musí v následující etapě splnit pouze on a nikdo jiný. Vyráží tedy z posledního místa a k tomu má časovou zátěž v podobě tohoto úkolu. Tento úkol nebývá nijak náročný, avšak pokud by nebyl dokončen, tým by získal 4hodinovou penalizaci v cíli. 

### Neobvyklé eliminace
- První neobvyklá eliminace nastala v 10. sezóně, kdy byl vyřazen poslední tým, který dorazil do středu v první etapě (což je oblast pro odpočinek přes noc, etapa skončila standardní eliminací na konci etapy, čímž byly nakonec vyřazeny 2 týmy). K podobnému zvratu později došlo v sezónách 25 a 26 , ale oba se objevily v závěrečné etapě, kdy se čtyři týmy snížily na tři.
- Sezóna 15 představovala další neobvyklou eliminaci ve své první etapě. Závod začal s 12 týmy a první úkol nabídl 11 sad letenek pro první cílové město; po výzvě nedostal poslední zbývající tým, který úkol nedokončil, letenky do svého prvního cíle a byl následně vyřazen
- Sezóna 19 představovala první dvojitou eliminace, kde byly v 2. kole vyřazeny oba poslední týmy, které dorazily do cíle. První kolo této sezony bylo nevyřazovací a týmy pokračovaly hned po dojití do cíle.
- V sezóně 32 byl vyřazen tým, který jako poslední dokončil City sprint a ostatní týmy následně bez odpočinku pokračovaly v závodění.

## Zvláštní série
V americké verzi bylo k roku 2025 natočeno 37 sérií tohoto závodu. Některé série však byly odlišné od zbývajících.
- V 8. sérii se v závodě proti sobě utkalo 10 čtyřčlenných týmů (nejčastěji rodiče s dětmi nebo sourozenci).
- 11. série byla označena jako All-stars. V této řadě se utkalo 10 dvojic z předešlých sérií a 1 nově vzniklá dvojice z účastníků 9. série.
- 18. série byla označena jako Unfinished Business. V této řadě se utkalo 11 dvojic z 12., 14., 15., 16. a 17. série, které své série nevyhrály, přičemž často jim vítězství uteklo jen těsně.
- 24. série byla další All-stars série. Opět se utkalo 10 dvojic z několika předešlých sérií a jedna nově vzniklá dvojice z účastníků 2 různých sérií.
- 26. série byla složena z 6 reálných párů a 5 dvojic, které byly spárovány produkcí jako blind-date (rande naslepo) experiment.
- 28. série byla složena z 11 dvojic internetových celebrit.
- 29. série se od ostatních odlišovala tím, že všech 11 dvojic bylo složeno z lidí, kteří se před závodem neznali.
- 31. série byla označena jako Reality Showdown. V této sérii se utkaly dvojice z předešlých sérií TAR, ale také týmy složené z účastníků reality show Kdo přežije (Survivor) a americké verze Big Brother.